# Saint-Rémy-lès-Chevreuse
Saint-Rémy-lès-Chevreuse és un municipi francès, situat al departament d'Yvelines i a la regió de Illa de França. L'any 2007 tenia 7.879 habitants.
Forma part del cantó de Maurepas, del districte de Rambouillet i de la Comunitat de comunes de la Haute Vallée de Chevreuse.

## Demografia
El 2007 tenia 7.879 habitants. Hi havia 2.709 famílies, que vivien en 2.982 habitatges (2.765 habitatges principals, 78 segones residències i 139 desocupats). 2.508 eren cases i 469 eren apartaments.

## Economia
El 2007 la població en edat de treballar era de 4.901 persones, 3.487 eren actives i 1.414 eren inactives. De les 3.487 persones actives 3.313 estaven ocupades.
Hi ha uns tres cents establiments, entre d'altres empreses extractives, empreses alimentàries, fàbriques de material elèctric i altres productes industrials, empreses de construcció, comerç i reparació d'automòbils, 1 transport, hotels i restaurants,empreses d'informàtica….
L'any 2000 a Saint-Rémy-lès-Chevreuse hi havia 4 explotacions agrícoles.

## Equipaments sanitaris i escolars
El 2009 hi havia un hospital de tractaments de curta durada i dos hospitals de tractaments de seguiment i rehabilitació, dues escoles maternals i tres escoles elementals, així com un centre de formació no universitària superior de formació sanitària.

## Fills il·lustres
- Amédée Rousseau Beauplan (1790-1853) músic i literat.
- Geneviève Termier (1917-2005), paleontòloga i geòloga

## Poblacions més properes
El següent diagrama mostra les poblacions més properes.